# Casoli
Casoli (lokal dialekt: Càsule) är en kommun och ort i provinsen Chieti i den italienska regionen Abruzzo i Italien. Kommunen hade 5 571 invånare (2018) och ligger vid foten av Maiella på 378 meters höjd.
Casoli är upptaget som en av Italiens vackraste små städer av organisationen I Borghi più Belli d'Italia.
Casoli gränsar till kommunerna: Altino, Civitella Messer Raimondo, Gessopalena, Guardiagrele, Palombaro, Roccascalegna, Sant'Eusanio del Sangro.

## Vänorter
- Canning, Australien